# Oh du lieber Augustin

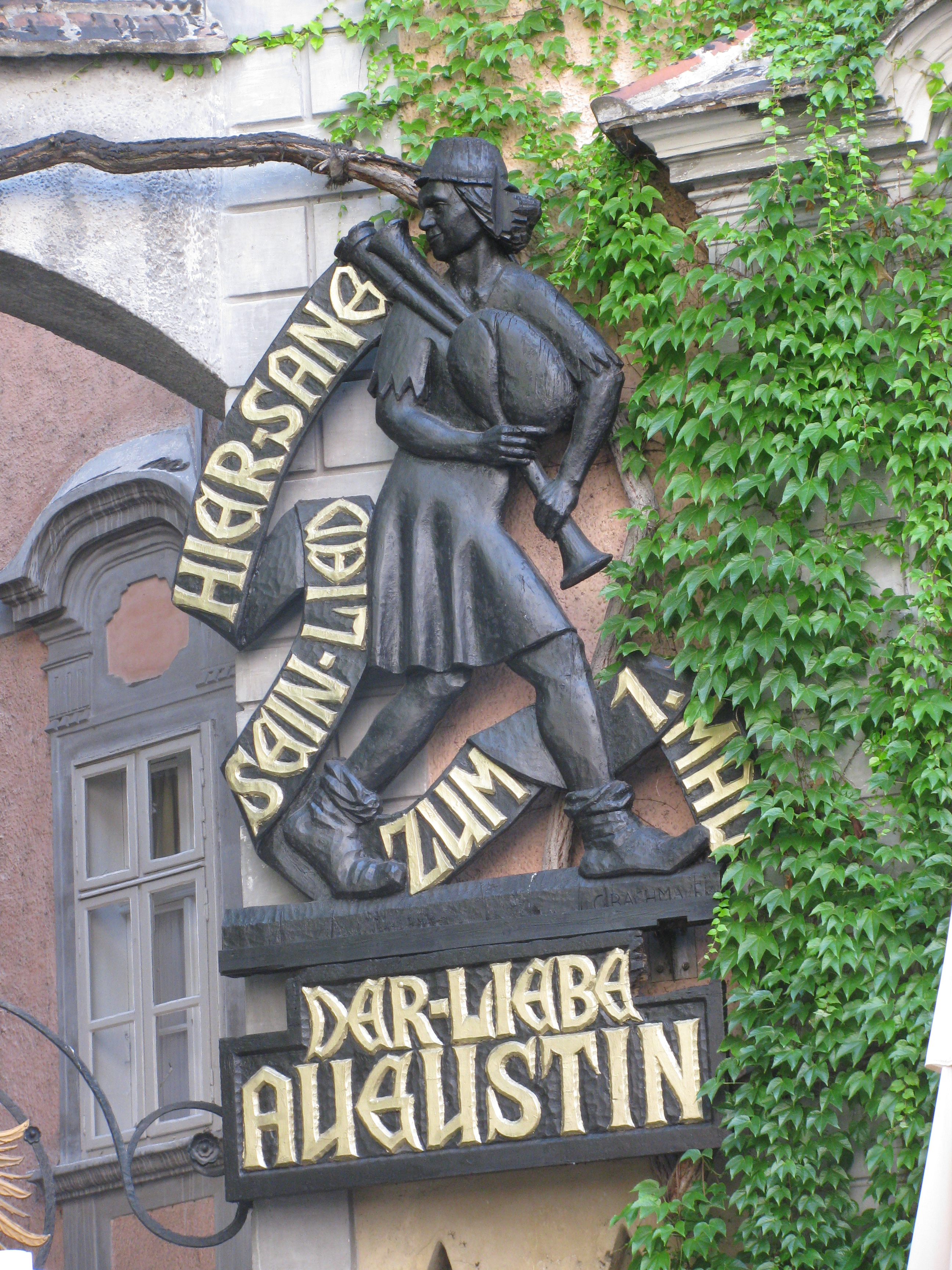
Пам'ятник Августину у Відні

О, мій ми́лий А́вгустине (нім. O, du lieber Augustin, зустрічаються також назви «Ach, du lieber…», «Och, du lieber» тощо) — популярна австрійська пісня, написана 1679 року у Відні під час Великої Віденської чуми. Зобов'язує появою відомому свого часу віденському вуличному музиці на ім'я Авґустин («Любий Авґустин»; 1645 — 11 березня 1685, Відень). Згідно з легендою, якось п'яний Авґустин прогулювався нічним Віднем і впав до ями, куди скидали тіла померлих від чуми містян. Там він заснув і пролежав цілу ніч, проте не заразився хворобою — начебто через дезінфікаційну дію алкоголю.
Уперше слова пісні «O, Du Lieber Augustin» були надруковані у 1788 році.. Автор пісні невідомий, її іноді приписують самому Августину.

## Текст пісні

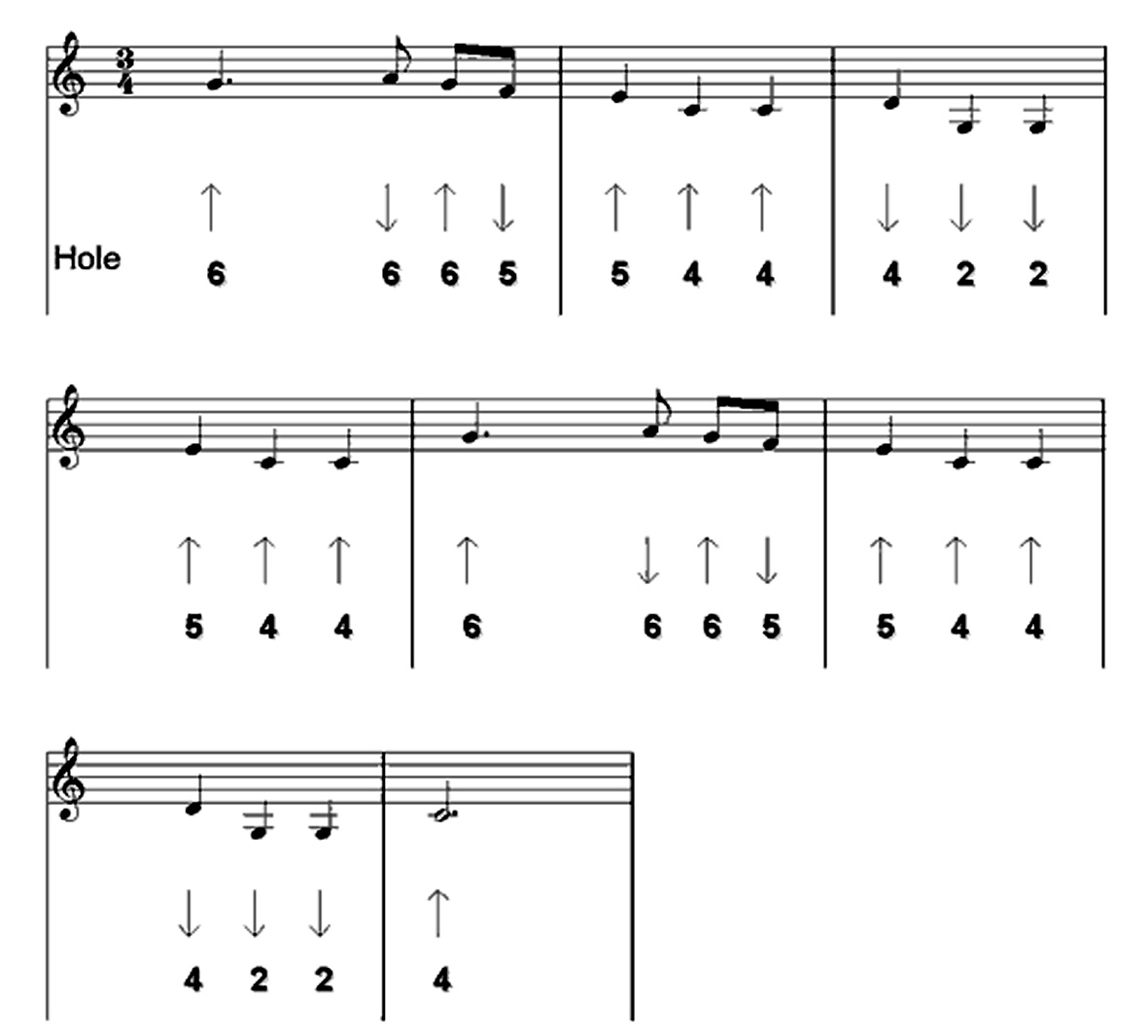
«Ach Du Lieber Augustin». Ноти для губної гармоніки

## Переклад українською

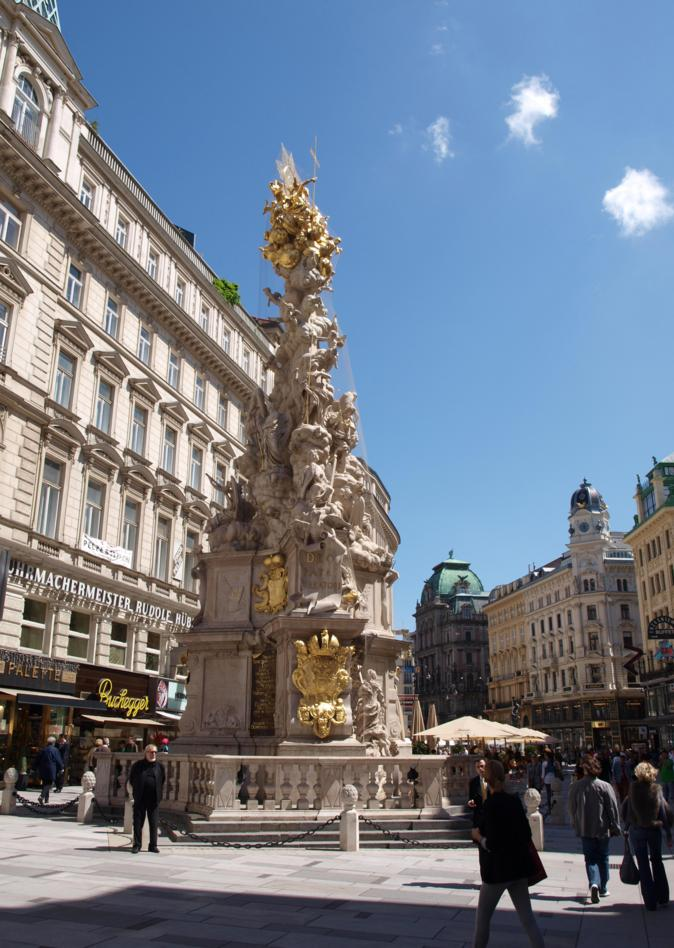
Чумний стовп у Відні

Переклади українською, як правило, далекі від змісту оригіналу, і лише передають смисл тексту.
О мій милий Авґустине,
Авґустин, Авґустин,
О мій Авґустине, все
Зникло як дим!
Гроші закінчились,
Любка втекла,
О мій милий Авґустин,
Нічого нема!
Зник піджак, зник гаман
Авґустин в бруд упав
О мій милий Авґустин,
Світ весь пропав!
Відень конає
Як той Авґустин
Плаче навзрид, що все
Зникло як дим!
Свято в нас було
Тепер вже нема.
Похорон всюди,
Бо править чума.
Авґустине,
Авґустин,
Могилу знайшов
О мій Авґустине, світ
Прахом пішов!

## Культурний вплив
- Мелодію пісні грає чарівний горщечок в казці Г. К. Андерсена «Свинопас».
- З 1770 року мелодію пісні надзвонювали куранти Спаської вежі Московського Кремля. Цікаво, що в 1770 році в Москві почалася епідемія чуми, яка досягла апогею 1771 року[2].